# Víctor Cordero
Víctor Cordero Flores (San José, 9 novembre 1973) è un ex calciatore costaricano, di ruolo difensore.

## Carriera

### Club
Esordì nel campionato costaricano con il Club Deportivo Saprissa il 1º settembre 1991 contro il Limón, sostituendo Alexandre Guimarães; segnò il suo primo gol il 29 dicembre 1996 contro il Cartaginés. In tutta la sua carriera ha giocato esclusivamente per il Saprissa, con cui ha vinto 11 titoli nazionali e 3 CONCACAF Champions' Cup; ha inoltre partecipato al Mondiale per Club FIFA 2005, dove il Saprissa si classificò terzo alle spalle del San Paolo e del Liverpool.
È stato uno dei calciatori più vincenti nella storia del calcio costaricano e del Saprissa, oltre a essere il 2º col maggior numero di presenze in campionato nella storia del club, avendone totalizzate 478 in 20 stagioni (davanti a lui solo Evaristo Coronado, che ne fece 536).
Nel maggio 2011 annunciò il suo ritiro dal calcio giocato.

### Nazionale
Il suo esordio con la Nazionale di calcio della Costa Rica risale al settembre 1995, disputando un'amichevole contro la Giamaica; ha collezionato in totale 51 presenze e nessuna rete. Ha rappresentato la Costa Rica in 5 partite di qualificazione al Campionato mondiale di calcio e ha partecipato alla Coppa delle nazioni UNCAF nel 1999 e nel 2007, nonché alla CONCACAF Gold Cup nel 2000, nel 2005 e nel 2007.
La sua ultima partita con la Nazionale costaricana è stata la partita valida per le Qualificazioni al campionato mondiale di calcio 2010 del 21 giugno 2008 contro Grenada.

## Vita privata
È sposato con Sigrid González e ha due figli, Ariel e Julen.

## Palmarès

### Club

#### Competizioni nazionali
- Primera División de Costa Rica: 11

Deportivo Saprissa:1993–1994, 1994–1995, 1997–1998, 1998–1999, 2003–2004, 2005–2006, 2006–2007, Apertura 2007, Clausura 2008, Apertura 2008, Clausura 2010

#### Competizioni internazionali
- CONCACAF Champions' Cup: 3

Deportivo Saprissa:1993, 1995, 2005
- Copa Interclubes UNCAF: 2

Deportivo Saprissa:1998, 2003

### Nazionale
- Coppa delle nazioni UNCAF: 1

1999